# Buschvitz
Buschvitz est une commune sur l'île de Rügen, dans l'arrondissement de Poméranie-Occidentale-Rügen.

## Géographie
Le centre géographique de l'île de Rügen est dans le quartier de Strüßendorf. Le village est au bord du Muttland, sur le Kleiner Jasmunder Bodden.
|        | Ralswiek        |       |
| Patzig | Zirkow          | Prora |
|        | Bergen en Rügen |       |

Buschvitz se situe à 5 km au nord de Bergen en Rügen. La Bundesstraße 196 passe au sud de la commune. La Bundesstraße 96 traverse la commune, en passant par les quartiers de Prisvitz et Strüßendorf, qui se trouvent aussi sur la ligne Stralsund–Sassnitz (de).
Buschvitz est composé des quartiers de Buschvitz, Prisvitz, Stedar et Strüssendorf.

## Source, notes et références
- (de) Cet article est partiellement ou en totalité issu de l’article de Wikipédia en allemand intitulé « Buschvitz » (voir la liste des auteurs).